# Pupa (アルバム)
『pupa』（ピューパ）は、日本の女性歌手上原多香子の2枚目のオリジナル・アルバム。2003年3月26日に、SONIC GROOVEよりリリース（当初は同年1月16日付でのリリースが予定されていた）。

## 解説
2年8ヶ月ぶりのオリジナル・アルバム。コピーコントロールCD仕様。
ジャケット写真は写真集『Vingt Takako』撮影時のものを使用している。
雑誌インタビューで「今までにないタイプの楽曲にも積極的にチャレンジした」と語るように、全曲河村隆一による楽曲だった前作『first wing』に対し、菊池一仁やD・A・I（長尾大）、都志見隆など多くの作家による楽曲が収録されている。
初回限定盤はフィギュア付ブリスターケース仕様。フィギュアはジャケット写真の衣装でデザインされている。

## 収録曲
|      | タイトル                                                                                           | 作詞       | 作曲           | 編曲             |
| 補足 | 補足                                                                                               | 補足       | 補足           |                  |
| ---- | -------------------------------------------------------------------------------------------------- | ---------- | -------------- | ---------------- |
| 1    | シルシ                                                                                             | 上原多香子 | Marico Tsukada | 田辺恵二         |
| 1    | 初めて自身が作詞を行っている/この曲のみブックレットに手書きの歌詞が印刷されている                  |            |                |                  |
| 2    | I wanna see shining love                                                                           | 松本理恵   | Tight          | 鈴木達也         |
| 3    | Destino                                                                                            | 松本有加   | 佐久間誠       | 上杉洋史         |
| 4    | GLORY-君がいるから-                                                                                | 渡辺なつみ | 菊池一仁       | 原田憲           |
| 4    | 2002年5月にリリースされた6thシングル                                                               |            |                |                  |
| 5    | 夢の中へ                                                                                           | 井上陽水   | 井上陽水       | 家原正樹         |
| 5    | 井上陽水のカバー                                                                                   |            |                |                  |
| 6    | FANTASIA                                                                                           | 稲葉エミ   | 都志見隆       | 林真史           |
| 7    | Still in love                                                                                      | 福原裕美子 | 福原裕美子     | 上杉洋史         |
| 7    | 当時同事務所所属かつレーベルメイトだった福原裕美子の提供による楽曲                                 |            |                |                  |
| 8    | Make-up Shadow                                                                                     | 井上陽水   | 彩目映         | STAY KOOL,tasuku |
| 8    | 2003年3月にリリースされた8thシングル/井上陽水のカバー/ブックレットに掲載されている歌詞に誤植がある |            |                |                  |
| 9    | my first love (Strings Version)                                                                    | 河村隆一   | 河村隆一       | 増根哲也         |
| 9    | ソロデビューシングルのリミックスバージョンで、オリジナルよりも若干テンポが上げられている           |            |                |                  |
| 10   | loneliness                                                                                         | 松本理恵   | STAY KOOL      | STAY KOOL        |
| 11   | Air                                                                                                | Kenn Kato  | D・A・I        | 原田憲,土方隆行  |
| 11   | 2002年9月にリリースされた7thシングル                                                               |            |                |                  |
| 12   | Kiss you 情熱                                                                                      | T2ya       | T2ya           | T2ya             |
| 12   | 2002年3月にリリースされた5thシングル                                                               |            |                |                  |